# FIFA-Arabien-Pokal 2021/Finalrunde
Die Finalrunde des FIFA-Arabien-Pokals 2021 begann am 10. Dezember 2021 mit dem Viertelfinale und endete mit dem Finale am 18. Dezember 2021. An der Finalrunde nahmen die jeweiligen Gruppensieger und Gruppenzweiten teil.

## Spielplan
|  | Viertelfinale      | Viertelfinale |          |          | Halbfinale       | Halbfinale |  |  | Finale | Finale |
|  |                    |               |          |          |                  |            |  |  |        |        |
|  |                    |               |          |          |                  |            |  |  |        |        |
|  | Tunesien           | 2             |          |          |                  |            |  |  |        |        |
|  | Tunesien           | 2             |          |          |                  |            |  |  |        |        |
|  | Oman               | 1             |          |          |                  |            |  |  |        |        |
|  | Oman               | 1             | Tunesien | 1        |                  |            |  |  |        |        |
|  |                    |               | Tunesien | 1        |                  |            |  |  |        |        |
|  |                    | Ägypten       | 0        |          |                  |            |  |  |        |        |
|  | Ägypten            | Ägypten       | 0        | 131      |                  |            |  |  |        |        |
|  | Ägypten            |               |          | 131      |                  |            |  |  |        |        |
|  | Jordanien          | 1             |          |          |                  |            |  |  |        |        |
|  |                    |               | Tunesien | 0        |                  |            |  |  |        |        |
|  |                    |               |          | Algerien | 121              |            |  |  |        |        |
|  | Katar              | 5             |          |          |                  |            |  |  |        |        |
|  | Ver. Arab. Emirate | 0             |          |          |                  |            |  |  |        |        |
|  | Ver. Arab. Emirate | 0             | Katar    | 1        |                  |            |  |  |        |        |
|  |                    |               | Katar    | 1        | Spiel um Platz 3 |            |  |  |        |        |
|  |                    | Algerien      | 2        |          |                  |            |  |  |        |        |
|  | Marokko            | Algerien      | 2        | 2 (3)    | Ägypten          | 0 (4)      |  |  |        |        |
|  | Marokko            |               |          | 2 (3)    | Ägypten          | 0 (4)      |  |  |        |        |
|  | Algerien           | 22 (5)2       |          | Katar    | 20 (5)2          |            |  |  |        |        |
|  | Algerien           | 22 (5)2       |          |          | 20 (5)2          |            |  |  |        |        |
|  |                    |               |          |          |                  |            |  |  |        |        |

1 Sieg nach Verlängerung

2 Sieg im Elfmeterschießen

## Viertelfinale

### Tunesien – Oman 2:1 (1:0)
| Tunesien                                                                         | Tunesien | Oman | Oman |
| -------------------------------------------------------------------------------- | --- | --- | ---- |
| Tunesien                                                                         | \| 1. Viertelfinale \| \| 10. Dezember 2021 um 18:00 Uhr (16:00 MEZ) in ar-Rayyan (Education City Stadium) \| \| Zuschauer: 21.329 \| \| Schiedsrichter: Daniel Siebert ( Deutschland) \| \| Spielbericht \|                                                                                                  | \| 1. Viertelfinale \| \| 10. Dezember 2021 um 18:00 Uhr (16:00 MEZ) in ar-Rayyan (Education City Stadium) \| \| Zuschauer: 21.329 \| \| Schiedsrichter: Daniel Siebert ( Deutschland) \| \| Spielbericht \| | Oman |
| Tunesien                                                                         | Mouez Hassen – Mohamed Dräger, Bilel Ifa, Yassine Meriah, Mohamed Amine Ben Hamida – Ghailene Chaalali, Ferjani Sassi – Naïm Sliti (77. Saad Bguir), Hannibal Mejbri (89. Mootez Zaddem), Youssef Msakni (77. Firas Ben Larbi) – Seifeddine Jaziri (83. Fakhreddine Ben Youssef) Cheftrainer: Mondher Kebaier | Ibrahim al-Mukhaini – Mahmood al-Mushaifri (72. Fahmi Durbin), Ahmed al-Khamisi, Juma al-Habsi, Ahmed al-Kaabi (85. Muhsen al-Ghassani) – Abdullah Fawaz (72. Jameel al-Yahmadi), Salaah al-Yahyaei, Harib al-Saadi , Arshad al-Alawi – Khalid al-Hajri (58. Issam al-Sabhi), Rabia al-Alawi (57. Mataz Saleh) Cheftrainer: Branko Ivanković ( Kroatien) | Oman |
| Tunesien                                                                         | 1:0 Jaziri (16.) 2:1 Msakni (69.) | 1:1 A. al-Alawi (66.) | Oman |
| Tunesien                                                                         | al-Kaabi (68.), al-Saadi (73.) | | Oman |
| 1. Viertelfinale                                                                 | | |      |
| 10. Dezember 2021 um 18:00 Uhr (16:00 MEZ) in ar-Rayyan (Education City Stadium) | | |      |
| Zuschauer: 21.329                                                                | | |      |
| Schiedsrichter: Daniel Siebert ( Deutschland)                                    | | |      |
| Spielbericht                                                                     | | |      |

### Katar – Ver. Arab. Emirate 5:0 (5:0)
| Katar                                                                    | Katar | Ver. Arab. Emirate | Ver. Arab. Emirate |
| ------------------------------------------------------------------------ | --- | --- | ------------------ |
| Katar                                                                    | \| 2. Viertelfinale \| \| 10. Dezember 2021 um 22:00 Uhr (20:00 MEZ) in al-Chaur (al-Bayt Stadium) \| \| Zuschauer: 63.439 \| \| Schiedsrichter: Andrés Matonte ( Uruguay) \| \| Spielbericht \| | \| 2. Viertelfinale \| \| 10. Dezember 2021 um 22:00 Uhr (20:00 MEZ) in al-Chaur (al-Bayt Stadium) \| \| Zuschauer: 63.439 \| \| Schiedsrichter: Andrés Matonte ( Uruguay) \| \| Spielbericht \| | Ver. Arab. Emirate |
| Katar                                                                    | Saad al-Sheeb – Ismail Mohamad, Bassam al-Rawi (60. Tarek Salman), Boualem Khoukhi, Abdelkarim Hassan, Homam Ahmed (60. Mohammed Waad) – Hassan al-Haydos , Karim Boudiaf (60. Abdullah al-Ahrak), Abdulaziz Hatem – Almoez Abdulla (81. Ali Assadalla), Akram Afif (65. Ahmed Alaaeldin) Cheftrainer: Félix Sánchez ( Spanien) | Ali Khasif – Bandar al-Ahbabi, Mohammed al-Attas, Mohanad Salem (46. Shahin Abdulrahman), Mahmoud Khamees (73. Mohammed al-Menhali) – Ali Salmeen (46. Khalil Ibrahim), Abdullah Ramadan – Tahnoon al-Zaabi, Ali Saleh (46. Ali Mabkhout), Caio Canedo – Sebastián Tagliabué (76. Mohammed Jumaa) Cheftrainer: Bert van Marwijk ( Niederlande) | Ver. Arab. Emirate |
| Katar                                                                    | 1:0 Salmeen (6., Eigentor) 2:0 Abdulla (28., Foulelfmeter) 3:0 Khoukhi (36., Foulelfmeter) 4:0 Hatem (44.) 5:0 Abdulla (45.+3') | | Ver. Arab. Emirate |
| Katar                                                                    | Afif (45.+2'), Boudiaf (58.) | al-Ahbabi (38.), Saleh (41.) | Ver. Arab. Emirate |
| 2. Viertelfinale                                                         | | |                    |
| 10. Dezember 2021 um 22:00 Uhr (20:00 MEZ) in al-Chaur (al-Bayt Stadium) | | |                    |
| Zuschauer: 63.439                                                        | | |                    |
| Schiedsrichter: Andrés Matonte ( Uruguay)                                | | |                    |
| Spielbericht                                                             | | |                    |

### Ägypten – Jordanien 3:1 n.V. (1:1, 1:1)
| Ägypten                                                                    | Ägypten | Jordanien | Jordanien |
| -------------------------------------------------------------------------- | --- | --- | --------- |
| Ägypten                                                                    | \| 3. Viertelfinale \| \| 11. Dezember 2021 um 18:00 Uhr (16:00 MEZ) in al-Wakra (al-Janoub Stadium) \| \| Zuschauer: 28.306 \| \| Schiedsrichter: Said Martínez ( Honduras) \| \| Spielbericht \| | \| 3. Viertelfinale \| \| 11. Dezember 2021 um 18:00 Uhr (16:00 MEZ) in al-Wakra (al-Janoub Stadium) \| \| Zuschauer: 28.306 \| \| Schiedsrichter: Said Martínez ( Honduras) \| \| Spielbericht \| | Jordanien |
| Ägypten                                                                    | Mohamed El Shenawy – Omar Kamal (106. Marwan Dawoud), Ahmed Yassin, Mahmoud Hamdy, Ahmed Fotouh – Amr El Soleya , Hamdy Fathy (72. Mohanad Lasheen) – Mostafa Fathi (72. Mohamed Magdy), Hussein Faisal (58. Mohamed Sherif), Ahmed Sayed (106. Mohamed Abdelmonem) – Marwan Hamdy (91. Ahmed Refaat) Cheftrainer: Carlos Queiroz ( Portugal) | Yazid Abu Layla – Ihsan Haddad, Abdallah Naseeb, Hadi al-Hourani, Mohammad Abu Hasheesh – Mohammad Abu Zrayq (60. Yaseen al-Bakhit), Baha’ Abdel-Rahman , Noor al-Rawabdeh (106. Ibrahim Sadeh), Mahmoud al-Mardi (77. Hamza al-Dardour) – Yazan al-Naimat (90.+5' Rajaei Ayed), Ali Olwan Cheftrainer: Adnan Hamad ( Irak) | Jordanien |
| Ägypten                                                                    | 1:1 Mar. Hamdy (45.+1') 2:1 Refaat (100.) 3:1 Dawoud (119.) | 0:1 al-Naimat (12.) | Jordanien |
| Ägypten                                                                    | Fotouh (37.) | Abu Zrayq (54.) | Jordanien |
| 3. Viertelfinale                                                           | | |           |
| 11. Dezember 2021 um 18:00 Uhr (16:00 MEZ) in al-Wakra (al-Janoub Stadium) | | |           |
| Zuschauer: 28.306                                                          | | |           |
| Schiedsrichter: Said Martínez ( Honduras)                                  | | |           |
| Spielbericht                                                               | | |           |

### Marokko – Algerien 2:2 n.V. (1:1, 0:0), 3:5 i.E.
| Marokko                                                                 | Marokko | Algerien | Algerien |
| ----------------------------------------------------------------------- | --- | --- | -------- |
| Marokko                                                                 | \| 4. Viertelfinale \| \| 11. Dezember 2021 um 22:00 Uhr (20:00 MEZ) in Doha (al-Thumama Stadium) \| \| Zuschauer: 24.823 \| \| Schiedsrichter: Wilton Sampaio ( Brasilien) \| \| Spielbericht \| | \| 4. Viertelfinale \| \| 11. Dezember 2021 um 22:00 Uhr (20:00 MEZ) in Doha (al-Thumama Stadium) \| \| Zuschauer: 24.823 \| \| Schiedsrichter: Wilton Sampaio ( Brasilien) \| \| Spielbericht \|                                                                                                | Algerien |
| Marokko                                                                 | Anas Zniti – Mohamed Chibi, Badr Benoun , Marwane Saâdane, Mohamed Nahiri – Ismail El Haddad (61. Soufiane Rahimi), Yahya Jabrane, Walid El Karti (100. Mohammed Ali Bemammer) – Abdelilah Hafidi (106. Ayman El Hassouni), Walid Azaro (61. Karim El Berkaoui), Achraf Bencharki Cheftrainer: Hussein Ammouta | Raïs M’Bolhi – Houcine Benayada, Abdelkader Bedrane, Mohamed Amine Tougai, Ilyes Chetti – Houssem Mrezigue, Sofiane Bendebka – Tayeb Meziani (73. Zineddine Boutmène), Yacine Brahimi (114. Mehdi Tahrat), Youcef Belaïli – Merouane Zerrouki (46. Zakaria Draoui) Cheftrainer: Madjid Bougherra | Algerien |
| Marokko                                                                 | 1:1 Nahiri (64.) 2:2 Benoun (111.) | 0:1 Brahimi (62., Foulelfmeter) 1:2 Belaïli (102.) | Algerien |
| Marokko                                                                 | Elfmeterschießen | | Algerien |
| Marokko                                                                 | 1:1 Rahimi 2:2 Benoun 3:3 Jabrane M’Bolhi hält gegen El Berkaoui | 0:1 Belaïli 1:2 Bendebka 2:3 Bedrane 3:4 Benayada 3:5 Tougai | Algerien |
| Marokko                                                                 | Saâdane (17.), El Haddad (34.), Benoun (84.), Chibi (119.) | | Algerien |
| 4. Viertelfinale                                                        | | |          |
| 11. Dezember 2021 um 22:00 Uhr (20:00 MEZ) in Doha (al-Thumama Stadium) | | |          |
| Zuschauer: 24.823                                                       | | |          |
| Schiedsrichter: Wilton Sampaio ( Brasilien)                             | | |          |
| Spielbericht                                                            | | |          |

## Halbfinale

### Tunesien – Ägypten 1:0 (0:0)
| Tunesien                                                         | Tunesien | Ägypten | Ägypten |
| ---------------------------------------------------------------- | --- | --- | ------- |
| Tunesien                                                         | \| 1. Halbfinale \| \| 15. Dezember 2021 um 18:00 Uhr (16:00 MEZ) in Doha (Stadium 974) \| \| Zuschauer: 36.427 \| \| Schiedsrichter: Alireza Faghani ( Iran) \| \| Spielbericht \|                                                                                      | \| 1. Halbfinale \| \| 15. Dezember 2021 um 18:00 Uhr (16:00 MEZ) in Doha (Stadium 974) \| \| Zuschauer: 36.427 \| \| Schiedsrichter: Alireza Faghani ( Iran) \| \| Spielbericht \|                                                                                        | Ägypten |
| Tunesien                                                         | Mouez Hassen – Bilel Ifa, Yassine Meriah (40. Mohamed Ali Ben Romdhane), Montassar Talbi – Mohamed Dräger, Ghailene Chaalali, Ferjani Sassi, Mohamed Amine Ben Hamida – Hannibal Mejbri (81. Naïm Sliti), Seifeddine Jaziri, Youssef Msakni Cheftrainer: Mondher Kebaier | Mohamed El Shenawy – Akram Tawfik, Ahmed Hegazy, Mahmoud Hamdy, Ahmed Fotouh – Amr El Soleya , Hamdy Fathy – Ahmed Sayed, Mohamed Magdy (46. Mohamed Sherif), Hussein Faisal (69. Mostafa Fathi) – Marwan Hamdy (89. Osama Faisal) Cheftrainer: Carlos Queiroz ( Portugal) | Ägypten |
| Tunesien                                                         | 1:0 El Soleya (90.+5', Eigentor) | | Ägypten |
| Tunesien                                                         | Msakni (50.), Jaziri (90.+6') | Hegazy (68.), H. Fathy (80.) | Ägypten |
| 1. Halbfinale                                                    | | |         |
| 15. Dezember 2021 um 18:00 Uhr (16:00 MEZ) in Doha (Stadium 974) | | |         |
| Zuschauer: 36.427                                                | | |         |
| Schiedsrichter: Alireza Faghani ( Iran)                          | | |         |
| Spielbericht                                                     | | |         |

### Katar – Algerien 1:2 (0:0)
| Katar                                                                   | Katar | Algerien | Algerien |
| ----------------------------------------------------------------------- | --- | --- | -------- |
| Katar                                                                   | \| 2. Halbfinale \| \| 15. Dezember 2021 um 22:00 Uhr (20:00 MEZ) in Doha (al-Thumama Stadium) \| \| Zuschauer: 42.405 \| \| Schiedsrichter: Szymon Marciniak ( Polen) \| \| Spielbericht \|                                                                     | \| 2. Halbfinale \| \| 15. Dezember 2021 um 22:00 Uhr (20:00 MEZ) in Doha (al-Thumama Stadium) \| \| Zuschauer: 42.405 \| \| Schiedsrichter: Szymon Marciniak ( Polen) \| \| Spielbericht \|                                                                    | Algerien |
| Katar                                                                   | Saad al-Sheeb – Ismail Mohamad, Bassam al-Rawi (90. Tarek Salman), Boualem Khoukhi, Abdelkarim Hassan, Homam Ahmed – Hassan al-Haydos , Karim Boudiaf (64. Mohammed Muntari), Abdulaziz Hatem – Almoez Abdulla, Akram Afif Cheftrainer: Félix Sánchez ( Spanien) | Raïs M’Bolhi – Houcine Benayada, Abdelkader Bedrane, Djamel Benlamri, Ilyes Chetti – Zakaria Draoui, Sofiane Bendebka – Tayeb Meziani (76. Hillel Soudani), Yacine Brahimi, Youcef Belaïli – Baghdad Bounedjah (68. Mehdi Tahrat) Cheftrainer: Madjid Bougherra | Algerien |
| Katar                                                                   | 1:1 Muntari (90.+7') | 0:1 Benlamri (59.) 1:2 Belaïli (90.+17') | Algerien |
| Katar                                                                   | Abdulla (23.) | Brahimi (8.), Belaïli (90.+8'), Benlamri (90.+10') | Algerien |
| 2. Halbfinale                                                           | | |          |
| 15. Dezember 2021 um 22:00 Uhr (20:00 MEZ) in Doha (al-Thumama Stadium) | | |          |
| Zuschauer: 42.405                                                       | | |          |
| Schiedsrichter: Szymon Marciniak ( Polen)                               | | |          |
| Spielbericht                                                            | | |          |

## Spiel um Platz 3

### Ägypten – Katar 0:0 n.V., 4:5 i.E.
| Ägypten                                                          | Ägypten | Katar | Katar |
| ---------------------------------------------------------------- | --- | --- | ----- |
| Ägypten                                                          | \| Spiel um Platz 3 \| \| 18. Dezember 2021 um 13:00 Uhr (11:00 MEZ) in Doha (Stadium 974) \| \| Zuschauer: 30.978 \| \| Schiedsrichter: Facundo Tello ( Argentinien) \| \| Spielbericht \| | \| Spiel um Platz 3 \| \| 18. Dezember 2021 um 13:00 Uhr (11:00 MEZ) in Doha (Stadium 974) \| \| Zuschauer: 30.978 \| \| Schiedsrichter: Facundo Tello ( Argentinien) \| \| Spielbericht \| | Katar |
| Ägypten                                                          | Mohamed El Shenawy – Omar Kamal (119. Mohamed Magdy), Mohamed Abdelmonem, Mahmoud Hamdy (91. Ahmed Hegazy), Ahmed Fotouh – Hamdy Fathy (91. Akram Tawfik), Mohanad Lasheen, Amr El Soleya – Ahmed Sayed (91. Mostafa Fathi), Mohamed Sherif, Ahmed Refaat (85. Marwan Hamdy) Cheftrainer: Carlos Queiroz ( Portugal) | Meshaal Barsham – Ismail Mohamad (78. Musab Kheder), Tarek Salman, Boualem Khoukhi, Mohammed Waad, Homam Ahmed (78. Abdelkarim Hassan) – Assim Madibo (58. Karim Boudiaf), Abdullah al-Ahrak (58. Hassan al-Haydos), Abdulaziz Hatem (74. Mohammed Muntari) – Almoez Abdulla (119. Ahmed Alaaeldin), Akram Afif Cheftrainer: Félix Sánchez ( Spanien) | Katar |
| Ägypten                                                          | Elfmeterschießen | | Katar |
| Ägypten                                                          | 1:0 Magdy 2:1 El Soleya Barsham hält gegen Hegazy 3:3 Fotouh 4:4 Tawfik Barsham hält gegen Sherif | al-Haydos schießt links neben das Tor 1:1 Khoukhi 2:2 Hassan 2:3 Alaaeldin 3:4 Afif 4:5 Boudiaf | Katar |
| Ägypten                                                          | Waad (3.) | | Katar |
| Spiel um Platz 3                                                 | | |       |
| 18. Dezember 2021 um 13:00 Uhr (11:00 MEZ) in Doha (Stadium 974) | | |       |
| Zuschauer: 30.978                                                | | |       |
| Schiedsrichter: Facundo Tello ( Argentinien)                     | | |       |
| Spielbericht                                                     | | |       |

## Finale

### Tunesien – Algerien 0:2 n.V.
| Tunesien                                                                     | Tunesien | Algerien | Algerien |
| ---------------------------------------------------------------------------- | --- | --- | -------- |
| Tunesien                                                                     | \| Finale \| \| 18. Dezember 2021 um 18:00 Uhr (16:00 Uhr MEZ) in al-Chaur (al-Bayt Stadium) \| \| Zuschauer: 60.456 \| \| Schiedsrichter: Daniel Siebert ( Deutschland) \| \| Spielbericht \| | \| Finale \| \| 18. Dezember 2021 um 18:00 Uhr (16:00 Uhr MEZ) in al-Chaur (al-Bayt Stadium) \| \| Zuschauer: 60.456 \| \| Schiedsrichter: Daniel Siebert ( Deutschland) \| \| Spielbericht \| | Algerien |
| Tunesien                                                                     | Mouez Hassen – Mohamed Dräger, Montassar Talbi, Bilel Ifa, Mohamed Amine Ben Hamida (101. Ali Maâloul) – Naïm Sliti (110. Firas Ben Larbi), Hannibal Mejbri (88. Mohamed Ali Ben Romdhane), Ghailene Chaalali, Ferjani Sassi (101. Saad Bguir), Youssef Msakni – Seifeddine Jaziri Cheftrainer: Mondher Kebaier | Raïs M’Bolhi – Houcine Benayada (120.+3' Mohamed Amine Tougai), Abdelkader Bedrane, Djamel Benlamri, Ilyes Chetti – Houssem Mrezigue (91. Zakaria Draoui), Sofiane Bendebka (118. Mehdi Tahrat) – Tayeb Meziani (66. Amir Sayoud), Yacine Brahimi, Youcef Belaïli – Baghdad Bounedjah Cheftrainer: Madjid Bougherra | Algerien |
| Tunesien                                                                     | 0:1 Sayoud (99.) 0:2 Brahimi (120.+5') | | Algerien |
| Tunesien                                                                     | Msakni (39.), Jaziri (40.), Ben Hamida (43.), Sassi (64.) | Chetti (13.), Bounedjah (40.), Bendebka (90.+3'), Brahimi (120.+4') | Algerien |
| Finale                                                                       | | |          |
| 18. Dezember 2021 um 18:00 Uhr (16:00 Uhr MEZ) in al-Chaur (al-Bayt Stadium) | | |          |
| Zuschauer: 60.456                                                            | | |          |
| Schiedsrichter: Daniel Siebert ( Deutschland)                                | | |          |
| Spielbericht                                                                 | | |          |